# Turčianky
Turčianky este o comună slovacă, aflată în districtul Partizánske din regiunea Trenčín. Localitatea se află la altitudinea de 230 m deasupra n.m., se întinde pe o suprafață de 3,73 km2 și în 2017 număra 148 de locuitori.

## Istoric
Localitatea Turčianky este atestată documentar din 1293.

## Demografie
| An:                | 1994 | 2004    | 2014   | 2024    |
| ------------------ | ---- | ------- | ------ | ------- |
| Număr de persoane: | 138  | 156     | 150    | 134     |
| Diferență:         |      | +13,04% | −3,84% | −10,66% |

| An:                | 2023 | 2024   |
| ------------------ | ---- | ------ |
| Număr de persoane: | 135  | 134    |
| Diferență:         |      | −0,74% |